# Juan Jesús Gutiérrez Robles
Juan Jesús Gutiérrez Robles – noto come Juanito – (Malaga, 17 febbraio 1980) è un ex calciatore spagnolo, di ruolo centrocampista.

## Carriera
Nella sua carriera ha sempre giocato in massima serie.

## Palmarès

### Club

#### Competizioni internazionali
- Coppa Intertoto UEFA: 1

Málaga: 2002